# Кругленький
Кругленький — потухший вулкан в Анаунском вулканическом районе Срединного хребта полуострова Камчатка.
Располагается в северо-восточной части Анаунского района, на левобережье среднего течения реки Копкан.
Форма вулкана — пологий правильный щит, имеет форму, близкую к окружности диаметром 6 км и площадью 13 км². Абсолютная высота — 1036 м, относительная — 400 м. Объём изверженного материала (базальта) — 3,5 км³. Кратер отсутствует.
Деятельность вулкана относится к верхнечетвертичному периоду.